# Nwankwo Obiora
Nwankwo Emeka Obiora (Kaduna, 12 luglio 1991) è un calciatore nigeriano, centrocampista dell'Académica.

## Caratteristiche tecniche
Il suo ruolo naturale è quello di centrocampista difensivo, ma può adattarsi anche come difensore centrale.

## Carriera

### Club
Obiora ha iniziato la sua carriera nelle giovanili dell'ECO, squadra della città nigeriana Lagos. Nel 2006 si trasferisce in prestito all'Heartland e nel luglio 2008 passa al Wikki Tourists. L'11 maggio 2009 viene ceduto nuovamente in prestito Real Murcia, militante in Segunda División. Il 30 gennaio 2010 viene acquistato per 800.000 euro dall'Inter che lo ha aggregato nella Primavera di Fulvio Pea.
Il 25 giugno 2010 con il riscatto di McDonald Mariga e Jonathan Biabiany da parte dell'Inter, il Parma acquisisce metà del cartellino di Obiorah lasciandolo alla società milanese per la stagione successiva. Per il ritiro estivo viene aggregato alla prima squadra guidata dall'allenatore Rafael Benítez. Debutta in prima squadra il 2 novembre 2010 nella gara di Champions League contro il Tottenham.
Fa il suo debutto in campionato il 21 novembre nella partita persa 2-1 contro il Chievo, subentrando a Cambiasso al 55'. Il 31 gennaio 2011 passa al Parma, sempre in possesso della metà del suo cartellino. Esordisce in gialloblu in Parma-Juventus (1-0) della 37ª giornata. Il 4 gennaio 2012, sempre in compartecipazione tra Parma e Inter, viene ceduto in prestito al Gubbio in Serie B. Debutta il 6 gennaio da titolare nel 2-2 contro il Bari rimediando un'ammonizione e venendo sostituito al minuto 62 da Francesco Lunardini.
Segna il suo primo gol il 31 marzo all'85º minuto nella sconfitta per 1-2 contro il Livorno. Conclude la stagione con 18 presenze e 2 gol retrocedendo. Il 22 giugno Inter e Parma si accordano per il rinnovo della compartecipazione. Il 3 luglio viene ceduto in prestito al Padova. Debutta con i biancoscudati il 18 agosto nella sfida contro l'Atalanta persa (2-0) valida per il terzo turno di Coppa Italia. Debutta in campionato il 25 agosto nella sfida contro la Virtus Lanciano finita (1-1). Il 31 gennaio 2013 fa ritorno al Parma, e il 6 febbraio passa in prestito alla squadra rumena del Cluj, con la quale disputa 7 partite di campionato. Il 20 giugno il Parma risolve a suo favore la comproprietà. Il 5 luglio 2013 viene ufficializzato il suo passaggio a titolo definitivo al Cluj, squadra in cui aveva militato in prestito la stagione precedente. Il 27 gennaio 2014 viene ceduto in prestito al Córdoba, squadra di Segunda División del campionato spagnolo sino al termine della stagione.

### Nazionale
Ha giocato nella Nazionale Under-20, con cui ha partecipato nel 2009 ai Mondiali Under-20 in Egitto. Nel giugno del 2012 debutta con la nazionale maggiore giocando due partite contro Namibia e Malawi valide per la Qualificazioni al campionato mondiale di calcio 2014. Partecipa inoltre alla Coppa d'Africa 2013 svoltasi in Sudafrica, vinta proprio dalla nazionale nigeriana.

## Statistiche

### Presenze e reti nei club
Statistiche aggiornate al 6 dicembre 2019
| Stagione           | Squadra            | Campionato         | Campionato | Campionato | Coppe nazionali | Coppe nazionali | Coppe nazionali | Coppe continentali | Coppe continentali | Coppe continentali | Altre coppe | Altre coppe | Altre coppe | Totale | Totale |
| Stagione           | Squadra            | Comp               | Pres       | Reti       | Comp            | Pres            | Reti            | Comp               | Pres               | Reti               | Comp        | Pres        | Reti        | Pres   | Reti   |
| ------------------ | ------------------ | ------------------ | ---------- | ---------- | --------------- | --------------- | --------------- | ------------------ | ------------------ | ------------------ | ----------- | ----------- | ----------- | ------ | ------ |
| 2006-2007          | Heartland          | PL                 | ?          | ?          | -               | -               | -               | -                  | -                  | -                  | -           | -           | -           | ?      | ?      |
| 2007-2008          | Heartland          | PL                 | ?          | ?          | -               | -               | -               | -                  | -                  | -                  | -           | -           | -           | ?      | ?      |
| Totale Heartland   | Totale Heartland   | Totale Heartland   | 47         | 16         |                 |                 |                 |                    |                    |                    |             |             |             | 47+    | 16+    |
| 2008-2009          | Wikki Tourists     | PL                 | 17         | 4          | -               | -               | -               | -                  | -                  | -                  | -           | -           | -           | 17     | 4      |
| 2009-gen. 2010     | Real Murcia        | SD                 | 0          | 0          | CR              | 0               | 0               | -                  | -                  | -                  | -           | -           | -           | 0      | 0      |
| gen.-giu. 2010     | Inter              | A                  | 0          | 0          | CI              | -               | -               | UCL                | -                  | -                  | SI          | -           | -           | 0      | 0      |
| 2010-gen. 2011     | Inter              | A                  | 2          | 0          | CI              | 0               | 0               | UCL                | 3                  | 0                  | SI+SU+Cmc   | 0+0+0       | 0           | 5      | 0      |
| Totale Inter       | Totale Inter       | Totale Inter       | 2          | 0          |                 | 0               | 0               |                    | 3                  | 0                  |             | 0           | 0           | 5      | 0      |
| gen.-giu. 2011     | Parma              | A                  | 1          | 0          | CI              | 0               | 0               | -                  | -                  | -                  | -           | -           | -           | 1      | 0      |
| 2011-gen. 2012     | Parma              | A                  | 1          | 0          | CI              | 1               | 0               | -                  | -                  | -                  | -           | -           | -           | 2      | 0      |
| Totale Parma       | Totale Parma       | Totale Parma       | 2          | 0          |                 | 1               | 0               |                    | -                  | -                  |             | -           | -           | 3      | 0      |
| gen.-giu. 2012     | Gubbio             | B                  | 18         | 2          | CI              | -               | -               | -                  | -                  | -                  | -           | -           | -           | 18     | 2      |
| 2012-feb. 2013     | Padova             | B                  | 14         | 0          | CI              | 1               | 0               | -                  | -                  | -                  | -           | -           | -           | 15     | 0      |
| feb.-giu. 2013     | CFR Cluj           | Liga I             | 7          | 0          | CR              | -               | -               | UCL+UEL            | -+0                | -+0                | -           | -           | -           | 7      | 0      |
| 2013-gen. 2014     | CFR Cluj           | Liga I             | 11         | 0          | CR              | 0               | 0               | -                  | -                  | -                  | -           | -           | -           | 24     | 2      |
| Totale Cluj        | Totale Cluj        | Totale Cluj        | 18         | 0          |                 | 0               | 0               |                    | 0                  | 0                  |             | -           | -           | 18     | 0      |
| gen.-giu. 2014     | Córdoba            | SD                 | 6          | 0          | CR              | -               | -               | -                  | -                  | -                  | -           | -           | -           | 6      | 0      |
| 2014-2015          | Académica          | PL                 | 27         | 0          | CP+CdL          | 0+2             | 0+0             | -                  | -                  | -                  | -           | -           | -           | 29     | 0      |
| 2015-2016          | Académica          | PL                 | 11         | 1          | CP+CdL          | 1+0             | 0+0             | -                  | -                  | -                  | -           | -           | -           | 12     | 1      |
| Totale Academica   | Totale Academica   | Totale Academica   | 38         | 1          |                 | 3               | 0               |                    | -                  | -                  |             | -           | -           | 41     | 1      |
| 2016-2017          | Levadeiakos        | SL                 | 0          | 0          | CG              | -               | -               | -                  | -                  | -                  | -           | -           | -           | 0      | 0      |
| 2017-2018          | Levadeiakos        | SL                 | 13         | 0          | CG              | 3               | 1               | -                  | -                  | -                  | -           | -           | -           | 16     | 1      |
| Totale Levadeiakos | Totale Levadeiakos | Totale Levadeiakos | 13         | 0          |                 | 3               | 1               |                    | -                  | -                  |             | -           | -           | 16     | 1      |
| 2018-2019          | Boavista           | PL                 | 15         | 3          | CP              | 1               | 0               | -                  | -                  | -                  | -           | -           | -           | 16     | 3      |
| 2019-2020          | Boavista           | PL                 | 23         | 0          | CP+CdL          | 0+1             | 0               | -                  | -                  | -                  | -           | -           | -           | 24     | 0      |
| Totale Boavista    | Totale Boavista    | Totale Boavista    | 38         | 3          |                 | 2               | 0               |                    | -                  | -                  |             | -           | -           | 40     | 3      |
| 2021-2022          | Chaves             | SL                 | 25+2       | 0          | CP+CdL          | 0+0             | 0+0             | -                  | -                  | -                  | -           | -           | -           | 27     | 0      |
| 2022-2023          | Chaves             | PL                 | 12         | 1          | CP+CdL          | 0+2             | 0+0             | -                  | -                  | -                  | -           | -           | -           | 14     | 1      |
| Totale Chaves      | Totale Chaves      | Totale Chaves      | 37+2       | 1          |                 | 2               | 0               |                    | -                  | -                  |             | -           | -           | 41     | 1      |
| Totale carriera    | Totale carriera    | Totale carriera    | 228        | 24         |                 | 10              | 1               |                    | 3                  | 0                  |             | 0           | 0           | 241    | 25     |

### Cronologia presenze e reti in nazionale
| Cronologia completa delle presenze e delle reti in nazionale ― Nigeria | Cronologia completa delle presenze e delle reti in nazionale ― Nigeria | Cronologia completa delle presenze e delle reti in nazionale ― Nigeria | Cronologia completa delle presenze e delle reti in nazionale ― Nigeria | Cronologia completa delle presenze e delle reti in nazionale ― Nigeria | Cronologia completa delle presenze e delle reti in nazionale ― Nigeria | Cronologia completa delle presenze e delle reti in nazionale ― Nigeria | Cronologia completa delle presenze e delle reti in nazionale ― Nigeria |
| Data                                                                   | Città                                                                  | In casa                                                                | Risultato                                                              | Ospiti                                                                 | Competizione                                                           | Reti                                                                   | Note                                                                   |
| ---------------------------------------------------------------------- | ---------------------------------------------------------------------- | ---------------------------------------------------------------------- | ---------------------------------------------------------------------- | ---------------------------------------------------------------------- | ---------------------------------------------------------------------- | ---------------------------------------------------------------------- | ---------------------------------------------------------------------- |
| 23-5-2012                                                              | Lima                                                                   | Perù                                                                   | 1 – 0                                                                  | Nigeria                                                                | Amichevole                                                             | -                                                                      | 55’                                                                    |
| 3-6-2012                                                               | Calabar                                                                | Nigeria                                                                | 1 – 0                                                                  | Namibia                                                                | Qual. Mondiali 2014                                                    | -                                                                      | 68’                                                                    |
| 9-6-2012                                                               | Blantyre                                                               | Malawi                                                                 | 1 – 1                                                                  | Nigeria                                                                | Qual. Mondiali 2014                                                    | -                                                                      | 75’                                                                    |
| 16-6-2012                                                              | Calabar                                                                | Nigeria                                                                | 2 – 0                                                                  | Ruanda                                                                 | Qual. Coppa d'Africa 2013                                              | -                                                                      |                                                                        |
| 8-9-2012                                                               | Paynesville                                                            | Liberia                                                                | 2 – 2                                                                  | Nigeria                                                                | Qual. Coppa d'Africa 2013                                              | -                                                                      |                                                                        |
| 13-10-2012                                                             | Lagos                                                                  | Nigeria                                                                | 6 – 1                                                                  | Liberia                                                                | Qual. Coppa d'Africa 2013                                              | -                                                                      | 82’                                                                    |
| 9-1-2013                                                               | Aveiro                                                                 | Capo Verde                                                             | 0 – 0                                                                  | Nigeria                                                                | Amichevole                                                             | -                                                                      | 68’                                                                    |
| 25-1-2013                                                              | Nelspruit                                                              | Zambia                                                                 | 1 – 1                                                                  | Nigeria                                                                | Coppa d'Africa 2013 - 1º turno                                         | -                                                                      | 76’                                                                    |
| 5-9-2015                                                               | Dar es Salaam                                                          | Tanzania                                                               | 0 – 0                                                                  | Nigeria                                                                | Qual. Coppa d'Africa 2017                                              | -                                                                      |                                                                        |
| 8-9-2015                                                               | Port Harcourt                                                          | Nigeria                                                                | 2 – 0                                                                  | Niger                                                                  | Amichevole                                                             | -                                                                      |                                                                        |
| 8-10-2015                                                              | Visé                                                                   | Nigeria                                                                | 0 – 2                                                                  | Rep. del Congo                                                         | Amichevole                                                             | -                                                                      | 64’                                                                    |
| Totale                                                                 |                                                                        | Presenze                                                               | 11                                                                     |                                                                        | Reti                                                                   | 0                                                                      |                                                                        |

## Palmarès

### Club

#### Competizioni giovanili
- Champions Under-18 Challenge: 1

Inter: 2010

#### Competizioni nazionali
- Supercoppa italiana: 1

Inter: 2010

#### Competizioni internazionali
- Coppa del mondo per club: 1

Inter: 2010

### Nazionale
- Coppa d'Africa: 1

Sudafrica 2013